# Ključić Brdo
Ključić Brdo is een plaats in de gemeente Velika Gorica in de Kroatische provincie Zagreb. De plaats telt 195 inwoners (2001).